# Parc national d'Ogasawara
Pour les articles homonymes, voir Ogasawara.
Le parc national d'Ogasawara (小笠原国立公園, Ogasawara Kokuritsu Kōen) est un parc national japonais se situant dans l'archipel d'Ogasawara (sous-préfecture d'Ogasawara) près de 1 000 kilomètres au sud de Honshū.
Le parc a été fondé le 16 octobre 1972 et couvre une surface de 60,99 km2.